# 에드가 케네디
에드거 케네디(Edgar Kennedy, 1890년 4월 26일 ~ 1948년 11월 9일)는 미국의 희극 배우, 영화 감독, 영화배우, 권투 선수이다.

## 영화
- 마이 드림 이즈 유어스 (1949년)
- 거짓 편지 (1948년)
- 해롤드 디들벅의 원죄 (1947년)
- 닻을 올리고 (1945년)
- 내일 일어날 일 (1944년)
- 히틀러스 매드맨 (1943년)
- 릴 애브너 (1940년)
- 에브리씽스 온 아이스 (1939년)
- 스타 이즈 본 디 오리지널 (1937년)
- 쓰리 멘 온 어 호스 (1936년) - 해리 더 바텐더 역
- 유어스 포 더 애스킹 (1936년)
- 로빈 훗 - 엘도라도 (1936년)
- 샌프란시스코 (1936년)
- 리틀 빅 샷 (1935년)
- 히트 라이트닝 (1934년) - 허버트 더 허스밴드 역
- 키드 밀리언스 (1934년)
- 뉴욕행 열차 20세기 (1934년) - 맥고니글 역
- 식은 죽 먹기 (1933년)
- 베이컨 그래버스 (1929년)
- 어 페어 오브 타이츠 (1929년)
- 트렌츠 라스트 케이스 (1929년)
- 중국 앵무새 (1927년)
- 마벨의 바쁜 날 (1914년)
- 코트 인 어 카바레 (1914년)
- 영화광 (1914년)
- 찰리의 오락 (1914년)
- 히스 페이버릿 패스타임 (1914년)
- 스타 하숙생 (1914년)
- 마벨의 운전 (1914년)
- 20분의 사랑 (1914년)
- 녹아웃 (1914년)
- 더그 앤 다이너마이트 (1914년)
- 무례한 신사들 (1914년)
- 게팅 어퀘인티드 (1914년)
- 혹독한 사랑 (1914년)